# Streblocera nigra
Streblocera nigra är en stekelart som beskrevs av Chou 1990. Streblocera nigra ingår i släktet Streblocera och familjen bracksteklar. Inga underarter finns listade i Catalogue of Life.